# Otonas Kunelis
Otonas Kunelis (* 14. Juni 1900 in Wieszen, Ostpreußen als Otto Kunellis; † 2. Februar 1982 in Speyer) war ein deutsch-litauischer Fußballspieler und Apotheker.

## Karriere und Leben
Otonas Kunelis wurde unter seinem deutschen Namen Otto Kunellis in Wieszen, Heydekrug, dem heutigen Vyžiai, in der Rajongemeinde Šilutė geboren. Er besuchte in seinem Heimatort die dortige Landschule. Von 1910 bis 1919 lernte er in Tilsit am Realgymnasium, wo er seinen Abschluss machte. Zu dieser Zeit kaufte sein Vater Georg Kunellis ein Ziegeleigut in Memel. Hier absolvierte er in einer Apotheke das pharmazeutische Praktikum und seine Assistentenzeit. Von 1924 bis 1926 studierte er an der Albertus-Universität Königsberg und war bei den Vandalia Corps Königsberg aktiv. Nach seinem Abschluss kam er zurück nach Memel. Ab 1934 unterhielt er seine eigene Apotheke in Memel, die er bis zum Herbst 1944 innehatte. 1945 verwaltete er kurzzeitig eine Apotheke in Königsberg. Nach der Schlacht um Königsberg im Zweiten Weltkrieg wurde er drei Jahre von den Russen interniert. Ende 1949 wurde er mit der restlichen deutschen Bevölkerung aus Königsberg nach Deutschland gebracht. 1952 eröffnete er in Speyer eine Apotheke. Er starb im Alter von 82 Jahren in Speyer.
Unter dem Namen Otonas Kunelis spielte er in den 1920er Jahren zweimal für die Litauische Fußballnationalmannschaft. Mit der Mannschaft nahm er am Baltic Cup 1929 teil. In seiner Vereinskarriere spielte er in Memel für die Fußballmannschaft des Männer-Turn-Vereins Memel, aus der später die SpVgg Memel entstand. Mindestens 1929 spielte er für die Spielvereinigung.